# 일나우역
일나우역(독일어: Illnau)은 스위스 취리히주와 일나우-에프레티콘 지자체에 있는 기차역이다. 역은 에프레티콘-한빌 철도 노선에 있으며, 취리히 S-반 서비스 S3의 중간 정류장이다. 성수기에는 S-반 서비스 S19로도 운행된다.

## 역사
일나우역은 에프레티콘과 힌빌을 연결하는 철도 노선으로 1876년 개통되었다.
역은 일나우의 도심 중심부에 위치하고 있다. 중앙 플랫폼과 측면 플랫폼의 두 플랫폼이 있으며 트랙을 통해 두 사람이 접근할 수 있다. 역에는 사이딩도 있다.
철도 용어로, 역은 에프레티콘 - 힌빌 노선에 위치하고 있다. 이어진 철도역은 노선이 시작되는 에프레티콘역과 힌빌 방향으로 가는 페랄토르프역이 있다.

## 운행편
이 역의 철도 서비스는 스위스 연방 철도에서 제공한다. 역은 취리히 S-반 통근 열차 네트워크에 통합되어 있으며, 취리히 S-반에 속하는 노선의 열차가 정차한다.
- 취리히 S-반 S3 (뷜라흐 –) 하르트브뤼케 – 취리히 HB – 에프레티콘 – 베치콘 
러시아워에 하르트브뤼케에서 뷜라흐까지 연장, 글라트브루크에서 논스톱으로 운행된다.

## 같이 보기
- 에프레티콘역